# MimoDB
MimoDB ist eine Biochemie-Onlinedatenbank mit Peptiden, die an small molecules, Nukleinsäuren, Proteine, Zellen und Gewebe binden.
Peptide, die an eine bestimmte Stelle auf der Oberfläche eines anderen Moleküls binden können, besitzen gelegentlich einzelne unterschiedliche Aminosäuresequenzen und teilweise unterschiedliche Proteinfaltungen, weisen aber eine meist eine ähnliche Proteinoberfläche auf (Mimotope). Die in MimoDB enthaltenen Peptide wurden jeweils durch ein molekulares Display identifiziert.